# John Williams (académico)
John Williams (falecido em 4 de setembro de 1613) foi diretor do Jesus College, Oxford de 1602 a 1613 e também decano de Bangor.
Nascido em Llansawel, Carmarthenshire, Williams ingressou no Corpus Christi College, Oxford em 1569, graduando-se com um BA em 1573/4 e um MA em 1577, antes de ser eleito Fellow do All Souls College, Oxford em 1579. Após a sua ordenação, foi nomeado reitor de Llandrinio, Montgomeryshire, em 1594, e também Professor de Divindade Lady Margaret (cargo que ocupou até à sua morte). Ele foi eleito Fellow do Jesus College em 1590, Diretor em 1602, Vice-Chanceler da Universidade de Oxford em 1604 e Decano de Bangor em 1605.